# Saturargues
Saturargues est une commune française située dans le nord-est du département de l'Hérault, en région Occitanie.
Exposée à un climat méditerranéen, elle est drainée par divers petits cours d'eau. La commune possède un patrimoine naturel remarquable :  un espace protégé (les « Costières de Nimes ») et une zone naturelle d'intérêt écologique, faunistique et floristique.
Saturargues est une commune rurale qui compte 1 021 habitants en 2022, après avoir connu une forte hausse de la population depuis 1962. Elle fait partie de l'aire d'attraction de Montpellier. Ses habitants sont appelés les Saturarguois ou Saturarguoises.

## Géographie

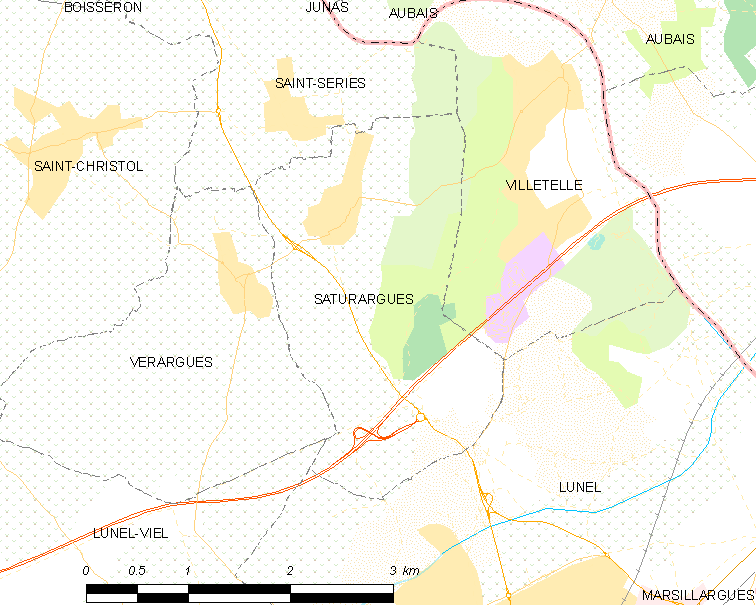
Carte.

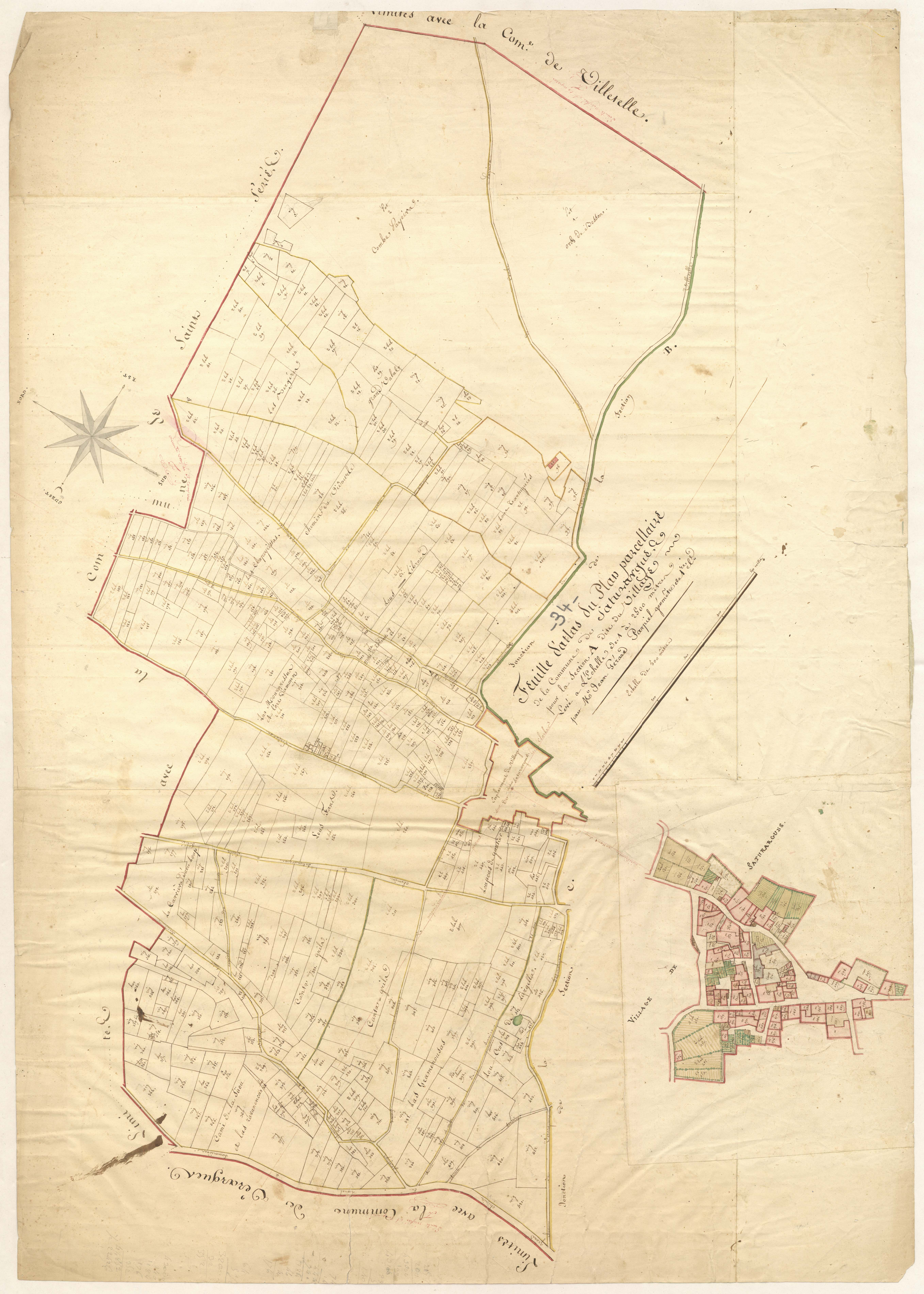
Plan cadastral de 1812.

Saturargues est un village de près de 1 000 habitants, situé à l'extrême Est du département de l'Hérault, à deux kilomètres de la cluse du fleuve Vidourle et à quatre kilomètres au nord de Lunel.
Depuis le 24 décembre 1993, il fait partie de la Communauté de Communes du pays de Lunel.
Saturargues est construit à flanc de colline, à une altitude moyenne de 35 m., à l’ouest du talweg du Grand Valat (19 m.) et de la colline du Pioch des Garrigues (60 à 66 m.). Cette dernière est couverte d’un espace boisé classé.
A 4 km au nord de Lunel, il est proche de Saint Sériès au nord (1 km), de Saint Christol Entre-Vignes au nord-ouest (3,7 km) ; enfin de Vérargues Entre-Vignes à l’ouest (1 km) et de Villetelle à l’est (2,5 km), auxquels il est relié par la D110.
Il bénéficie, à 1,5 km, d’une entrée / sortie de l’autoroute A9 (no 27, Lunel), autoroute qui traverse son territoire au sud. Un grand parc de stationnement sécurisé réservé aux poids lourds est présent sur le territoire de la commune.
Il est relié à cette entrée par la D34 qui elle-même contourne le village, ayant été déviée depuis quelques années sur la colline à l’ouest, lui permettant ainsi d’éviter la traversée des villages de Saint Sériès et Saturargues. Vers le nord, cette D 34 devient D6110 en entrant dans le Gard vers Sommières ; laquelle D6110 la relie à Alès ; et au-delà aux Cévennes.
Enfin, le sud de la commune est traversé en tranchée par la nouvelle voie ferrée mixte du contournement ferroviaire de Nîmes et de Montpellier. Elle est contiguë d’une importante carrière d’extraction de matériaux (calcaires), dont la fin d’exploitation a été pensée et est mise progressivement en œuvre dans le respect de l’environnement (plan d’eau d’agrément artificiel aménagé en 2006, parking de 700 places en 2013, amphithéâtre de verdure d’une capacité de 5 000 personnes en 2015, végétalisation progressive avec des espèces locales).

### Milieux naturels et biodiversité

#### Espaces protégés
La protection réglementaire est le mode d’intervention le plus fort pour préserver des espaces naturels remarquables et leur biodiversité associée,.
Un espace protégé est présent sur la commune :
les « Costières de Nimes », un terrain acquis (ou assimilé) par un conservatoire d'espaces naturels, d'une superficie de 2 027 ha.

#### Zones naturelles d'intérêt écologique, faunistique et floristique

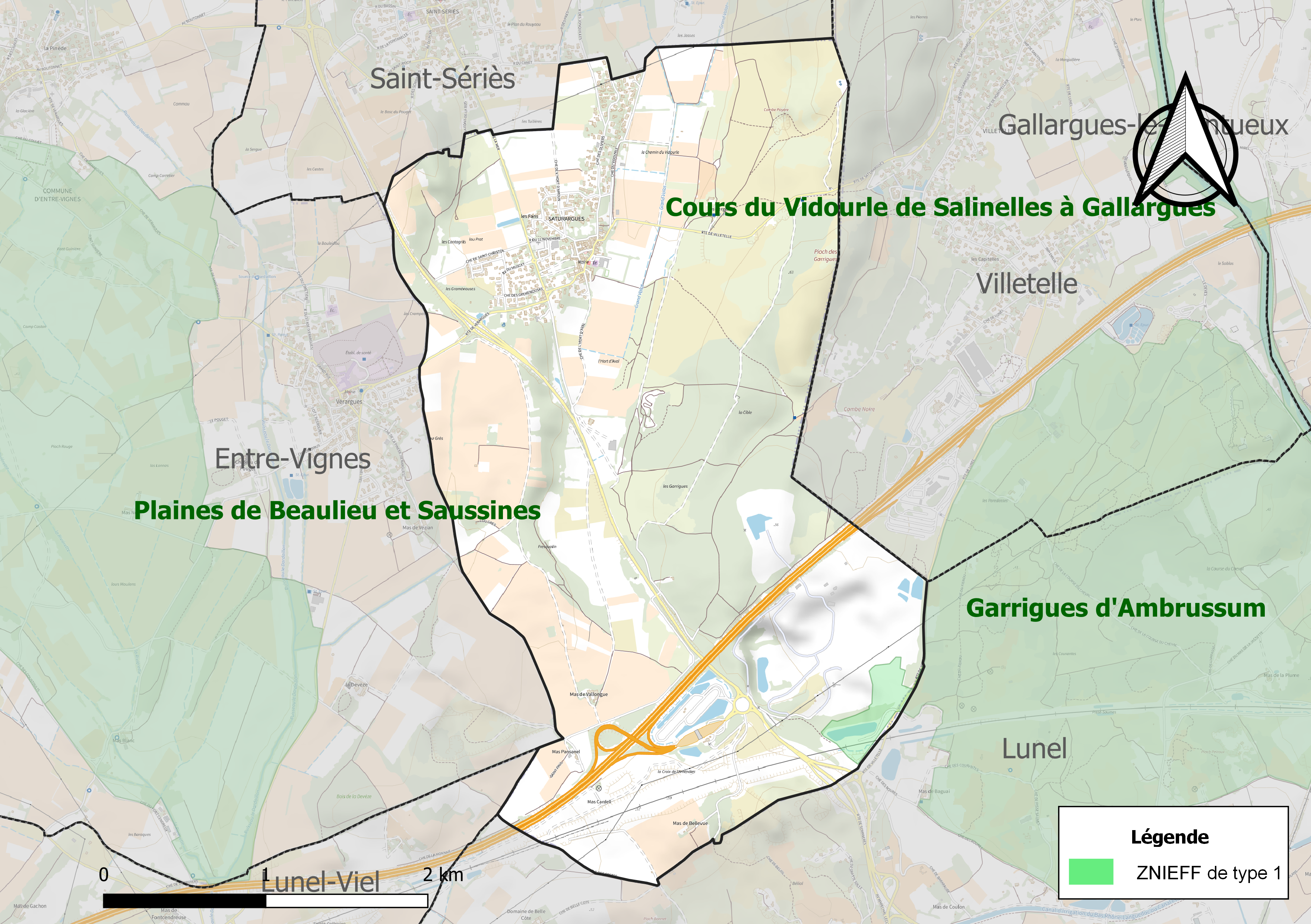
Carte de la ZNIEFF de type 1 localisée sur la commune.

L’inventaire des zones naturelles d'intérêt écologique, faunistique et floristique (ZNIEFF) a pour objectif de réaliser une couverture des zones les plus intéressantes sur le plan écologique, essentiellement dans la perspective d’améliorer la connaissance du patrimoine naturel national et de fournir aux différents décideurs un outil d’aide à la prise en compte de l’environnement dans l’aménagement du territoire.
Une ZNIEFF de type 1 est recensée sur la commune :
les « garrigues d'Ambrussum » (369 ha), couvrant 3 communes du département.

## Climat, sol, eau, végétation
Saturargues est inclus dans la zone du climat méditerranéen. Comme le décrivait Emmanuel de Martonne, « ce que le mot évoque pour la plupart, c’est la lumière éclatante tombant d’un ciel qui ne connaît pas les brumes et nuages bas du Nord, la tiédeur des hivers, l’ardeur des étés, les brutalités du mistral ». Et le même de souligner que « rarement, en effet, le climat s’incorpore aussi complètement aux paysages, leur donne une tonalité et une expression aussi caractérisée ».
La variante locale de ce climat de type subtropical pour certains auteurs, de type tempéré chaud sans hiver pour d’autres, donne des hivers doux et lumineux, des étés excessifs, chauds et secs, des printemps brefs et souvent humides, des automnes marqués par la violence des précipitations. Le mistral, très fréquent, peut souffler à tout moment de l’année. Du fait de la barrière cévenole et de l’éloignement du couloir du Lauragais, c'est la zone méditerranéenne du Languedoc la plus imperméable aux influences atlantiques.
Les sols sont essentiellement liés aux roches mères, princialement le calcaire et la terra rossa. Encore que des éléments limoneux et organiques existent, notamment dans le vallon du Grand Valat (alluvions fluviatiles quaternaires), dans le secteur entre les Fans et les Tuilères (alluvions anciennes), dans le secteur des Grès (sédiments villafranchiens) et dans la dépression de Fresqualin (alluvions anciennes).
L’eau est rare ; mais des affleurements sont présents en plusieurs endroits, notamment vers le centre du vieux village et sur ses marges (plusieurs puits) ; ce qui peut fournir une explication quant à l’occupation pérenne du site depuis l’antiquité.
La végétation spontanée est essentiellement xérophile, adaptée à l’aridité estivale et au calcaire. Elle est dominée par la garrigue de Chêne Kermès, dans laquelle émergent le Chêne Vert, le Pin d’Alep, et plus rarement l’Oléastre. S’ajoute une strate arbustive avec les Cistes (ciste cotonneux, ciste de Montpellier), les plantes aromatiques xérophiles (Fenouil, Romarin, Thym…) et autres espèces adaptées à la sécheresse (Alaterne, Buis, Chèvrefeuille, Euphorbes, Genévrier, Pistachier, Salsepareille, Valériane…). La strate herbacée est surtout représentée par le Brachypode rameux, l’Iris des garrigues, l’Ornithogale en ombelle, et plus rarement l'Aphyllanthe et quelques Asphodèles au printemps.
Du fait de l’extrême inflammabilité de cette végétation spontanée et de l’aridité persistante, les risques d’incendies sont extrêmes tous les étés.

### Climat
Pour des articles plus généraux, voir Climat de l'Occitanie et Climat de l'Hérault.
En 2010, le climat de la commune est de type climat méditerranéen franc, selon une étude s'appuyant sur une série de données couvrant la période 1971-2000. En 2020, Météo-France publie une typologie des climats de la France métropolitaine dans laquelle la commune est exposée à un climat méditerranéen et est dans la région climatique  Provence, Languedoc-Roussillon, caractérisée par une pluviométrie faible en été, un très bon ensoleillement (2 600 h/an), un été chaud (21,5 °C), un air très sec en été, sec en toutes saisons, des vents forts (fréquence de 40 à 50 % de vents > 5 m/s) et peu de brouillards.
Pour la période 1971-2000, la température annuelle moyenne est de 14,4 °C, avec une amplitude thermique annuelle de 17,1 °C. Le cumul annuel moyen de précipitations est de 735 mm, avec 6,1 jours de précipitations en janvier et 2,9 jours en juillet. Pour la période 1991-2020, la température moyenne annuelle observée sur la station météorologique la plus proche, située sur la commune de Entre-Vignes à 3 km à vol d'oiseau, est de 0,0 °C et le cumul annuel moyen de précipitations est de 0,0 mm,. Pour l'avenir, les paramètres climatiques de la commune estimés pour 2050 selon différents scénarios d'émission de gaz à effet de serre sont consultables sur un site dédié publié par Météo-France en novembre 2022.

## Urbanisme

### Typologie
Au 1er janvier 2024, Saturargues est catégorisée bourg rural, selon la nouvelle grille communale de densité à sept niveaux définie par l'Insee en 2022.
Elle est située hors unité urbaine. Par ailleurs la commune fait partie de l'aire d'attraction de Montpellier, dont elle est une commune de la couronne,. Cette aire, qui regroupe 161 communes, est catégorisée dans les aires de 700 000 habitants ou plus (hors Paris),.

### Occupation des sols
L'occupation des sols de la commune, telle qu'elle ressort de la base de données européenne d’occupation biophysique des sols Corine Land Cover (CLC), est marquée par l'importance des territoires agricoles (47,4 % en 2018), en diminution par rapport à 1990 (55,6 %). La répartition détaillée en 2018 est la suivante :
cultures permanentes (46,5 %), forêts (13,7 %), milieux à végétation arbustive et/ou herbacée (12,7 %), mines, décharges et chantiers (11,3 %), zones industrielles ou commerciales et réseaux de communication (8,6 %), zones urbanisées (6,3 %), zones agricoles hétérogènes (0,9 %). L'évolution de l’occupation des sols de la commune et de ses infrastructures peut être observée sur les différentes représentations cartographiques du territoire : la carte de Cassini (XVIIIe siècle), la carte d'état-major (1820-1866) et les cartes ou photos aériennes de l'IGN pour la période actuelle (1950 à aujourd'hui).

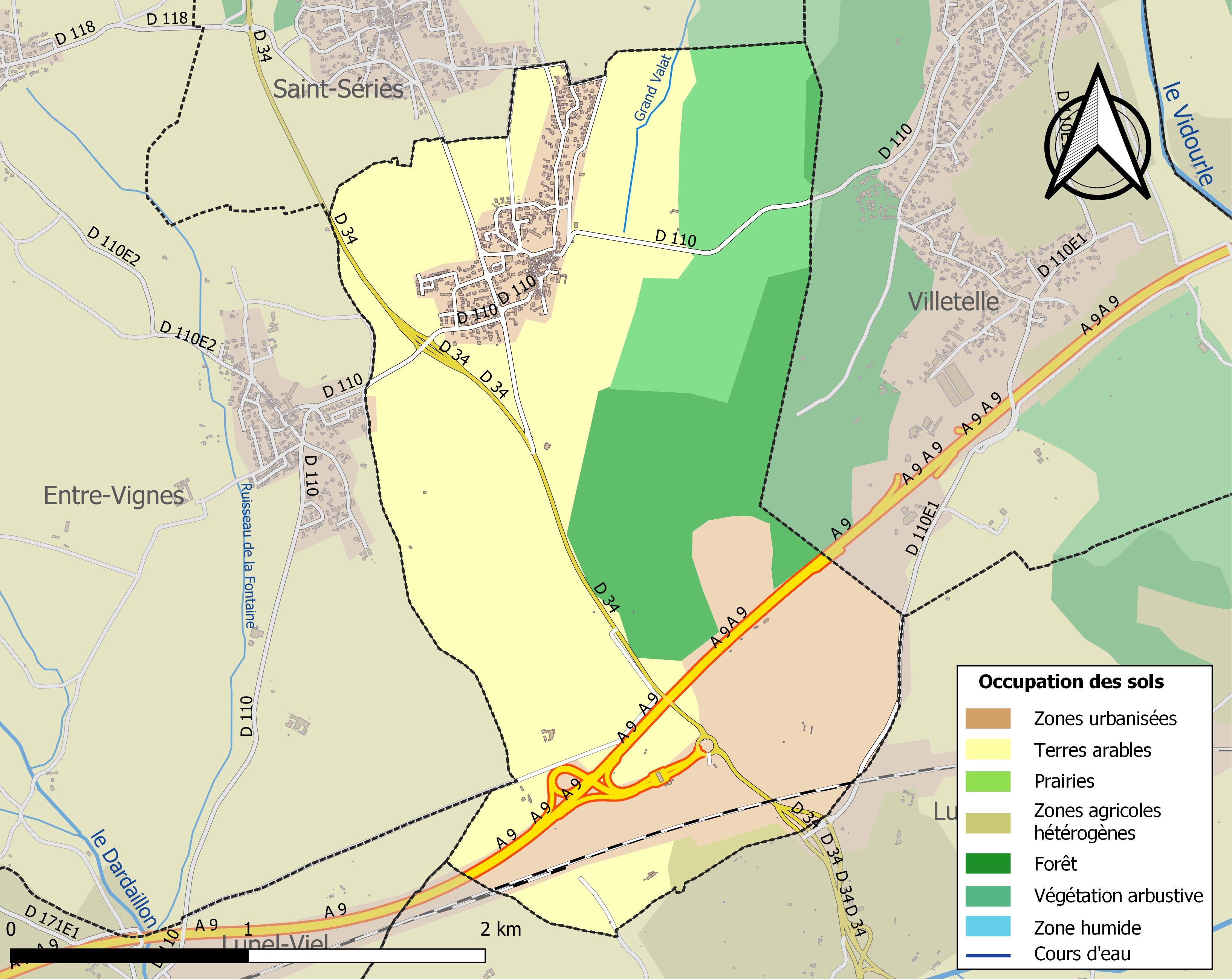
Carte des infrastructures et de l'occupation des sols de la commune en 2018 (CLC).

### Risques majeurs
Le territoire de la commune de Saturargues est vulnérable à différents aléas naturels : météorologiques (tempête, orage, neige, grand froid, canicule ou sécheresse), inondations, feux de forêts et séisme (sismicité faible). Il est également exposé à un risque technologique, le transport de matières dangereuses. Un site publié par le BRGM permet d'évaluer simplement et rapidement les risques d'un bien localisé soit par son adresse soit par le numéro de sa parcelle.

#### Risques naturels
Certaines parties du territoire communal sont susceptibles d’être affectées par le risque d’inondation par débordement de cours d'eau, notamment La commune a été reconnue en état de catastrophe naturelle au titre des dommages causés par les inondations et coulées de boue survenues en 1982, 2002 et 2021,.
Saturargues est exposée au risque de feu de forêt. Un plan départemental de protection des forêts contre les incendies (PDPFCI) a été approuvé en juin 2013 et court jusqu'en 2022, où il doit être renouvelé. Les mesures individuelles de prévention contre les incendies sont précisées par deux arrêtés préfectoraux et s’appliquent dans les zones exposées aux incendies de forêt et à moins de 200 mètres de celles-ci. L’arrêté du 25 avril 2002 réglemente l'emploi du feu en interdisant notamment d’apporter du feu, de fumer et de jeter des mégots de cigarette dans les espaces sensibles et sur les voies qui les traversent sous peine de sanctions. L'arrêté du 11 mars 2013 rend le débroussaillement obligatoire, incombant au propriétaire ou ayant droit,.

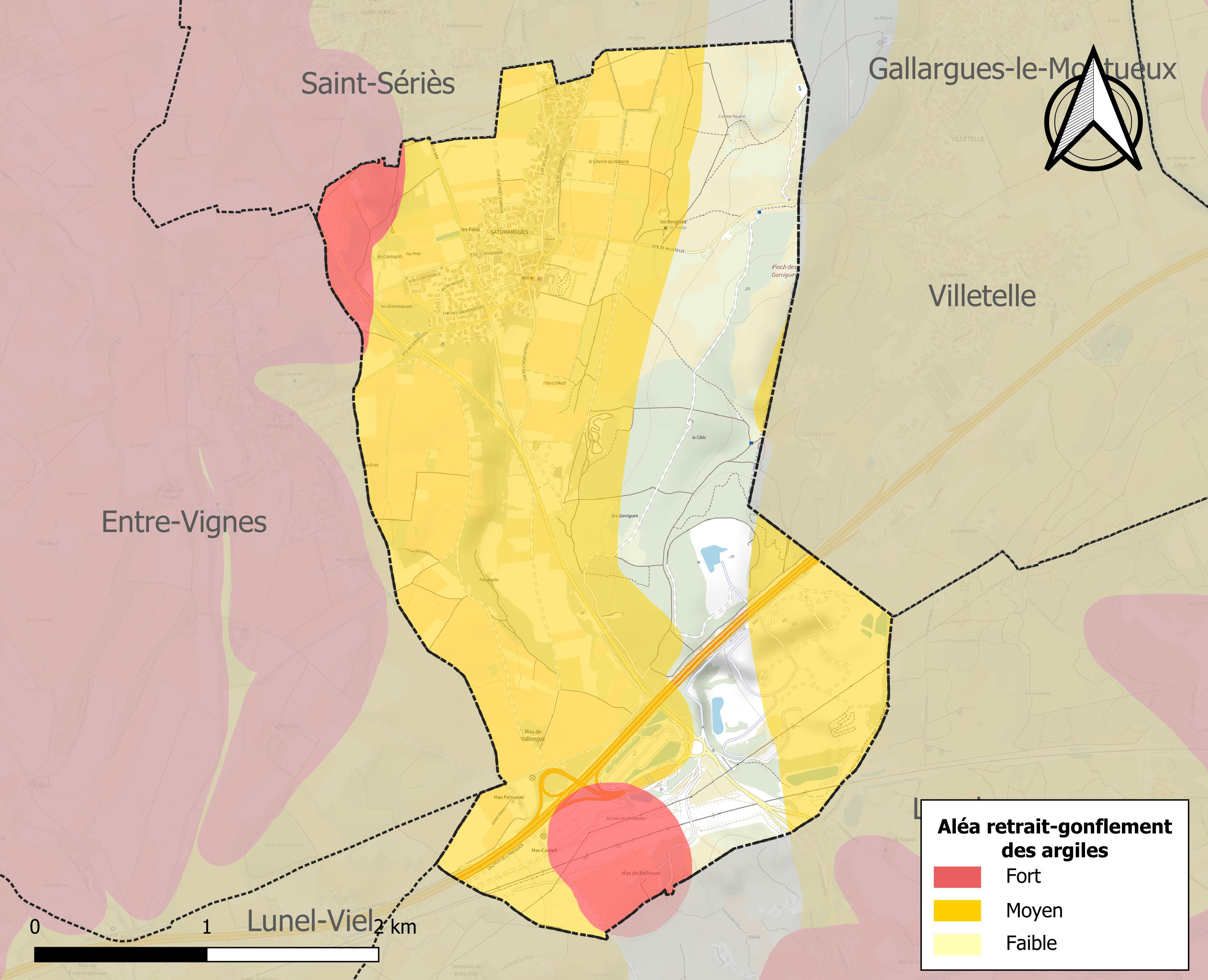
Carte des zones d'aléa retrait-gonflement des sols argileux de Saturargues.

Le retrait-gonflement des sols argileux est susceptible d'engendrer des dommages importants aux bâtiments en cas d’alternance de périodes de sécheresse et de pluie. 73,4 % de la superficie communale est en aléa moyen ou fort (59,3 % au niveau départemental et 48,5 % au niveau national). Sur les 356 bâtiments dénombrés sur la commune en 2019, 356 sont en aléa moyen ou fort, soit 100 %, à comparer aux 85 % au niveau départemental et 54 % au niveau national. Une cartographie de l'exposition du territoire national au retrait gonflement des sols argileux est disponible sur le site du BRGM,.
Par ailleurs, afin de mieux appréhender le risque d’affaissement de terrain, l'inventaire national des cavités souterraines permet de localiser celles situées sur la commune.

#### Risques technologiques
Le risque de transport de matières dangereuses sur la commune est lié à sa traversée par des infrastructures routières ou ferroviaires importantes ou la présence d'une canalisation de transport d'hydrocarbures. Un accident se produisant sur de telles infrastructures est susceptible d’avoir des effets graves sur les biens, les personnes ou l'environnement, selon la nature du matériau transporté. Des dispositions d’urbanisme peuvent être préconisées en conséquence.

## Toponymie
Le nom de Saturargues vient du latin Saturus Acum, la propriété ou le domaine (acum) donnée aux soldats de l’Empire à la fin de leur long service.
Le nom de Saturus est la déformation latine du nom grec Saturoï, qui signifiait « petit démon des champs et des forêts ». C’était peut-être un soldat d’origine grecque enrôlé dans une Légion romaine. Hypothèse probable puisque, vers 45 avant J.-C., Tiberius Néron avait établi dans la colonie romaine d’Arles des vétérans de la 6e Légion, la Legio 6 Ferrata, laquelle avait auparavant été stationnée en Illyrie et participé à la bataille de Dyrrachium. Des tessons d’origine grecque découverts localement corroboreraient cette potentialité. S’ajoute la présence de très nombreuses dalles taillées, souvent utilisées en clôture des parcelles, dont les mesures correspondent aux mesures romaines : environ 74 cm x 45 cm x 18 cm.

## Histoire

### Antiquité
Son ancienneté est attestée par son nom, d'origine romaine. D'ailleurs la Via Domitia (Voie Domitienne), voie romaine, traverse la commune au sud de son territoire, et conduit les randonneurs empruntant le GR 653, du pont romain et de l'oppidum d'Ambrussum vers Montpellier.

### Moyen Âge
Au Moyen Âge, la paroisse de Saturargues fait partie de la baronnie de Lunel. Son église, citée en 1119 dans la bulle du pape Calixte II, a été restaurée en 1986, ce qui a permis de mettre au jour le plus riche décor intérieur des établissements clunisiens en Bas-Languedoc.

### Renaissance
Nous n’avons à ce jour aucune indication quant à l’histoire du village dans cette période. Il est cependant probable que son économie s’améliora avec un accroissement de la demande en soie et en vin. Pourraient corroborer cette hypothèse des éléments architecturaux existant encore dans quelques maisons du vieux village et dans le “château”.

### Époque moderne
Si Saturargues n’est pas nommément cité en 1599 et 1600 par Olivier de Serres, ni comme terroir producteur de soie, ni comme terroir producteur de vin de muscat, il est certain que les nombreux mûriers qui subsistent encore, comme les plantations de panses muscades ne laissent aucun doute sur la présence de ces deux productions.
En 1703, Saturargues village catholique et royaliste a été attaqué par les camisards et soixante de ses habitants furent massacrés (plaque commémorative devant l'église). La liste fut établie par l'abbé Rouquette, lequel attribue ce massacre, de façon « très probable » à « Cavalier », rappelle qu'une « enquête fut ordonnée par Lamoignon », que le procès-verbal fut dressé par « le juge Reboul ».
Le village de Saturargues est présent sur la carte de Cassini, la première carte fiable du royaume de France, établie entre 1756 et 1793. Il était entouré de vignes, d’oliveraies, de champs et de pâturages pour les ovins. Sur la crête entre Saturargues et Vérargues passait la voie de communication sud - nord qui montait de Lunel vers Sommières et les Cévennes.

### Période contemporaine
Saturargues compte 202 habitants en 1793, lorsque le premier recensement fiable est effectué.
Le village de Saturargues est présent sur la Carte d’État-Major, au milieu du XIXe siècle ; seul le centre ancien (actuel) apparaît, cerné de quelques bâtiments agricoles, à l’est de la « Route départementale No 3 d’Alais ».
Sa démographie, au XIXe siècle varie à la hausse comme à la baisse en lien étroit avec les fluctuations économiques.
Car Saturargues s’enrichit par sa viticulture lorsque, après 1853, le chemin de fer lui permet d’expédier son vin de Lunel à Paris : sa population augmente alors et les bergeries deviennent des caves. Saturargues s’appauvrit lorsque surviennent les crises de l’oïdium (1850) et du phylloxéra (1863), puis du mildiou après 1878 : sa population diminue.
En dépit de ses horreurs et de ses héros dont la mémoire demeure sur son monument aux morts, la Grande Guerre a peu d’impact réel : 223 habitants en 1911, 245 en 1921, une augmentation en lien direct avec la production intensive de vin et d’alcool destinés aux soldats du Front. Le village se dépeuple ensuite, alors que croît l’attractivité de Lunel, où s’implante un secteur secondaire non négligeable ; après la Seconde guerre mondiale, il y a bien peu de monde à Saturargues : 197 habitants en 1946.
La population s’accroît ensuite ; lentement d’abord en lien avec la fin de la guerre d’Algérie et l’installation de quelques rapatriés ; puis très rapidement lorsque s’ouvre la sortie de l’autoroute A9. Le village, devenu très attractif, n’est alors qu’à peine plus de 15 minutes des entrées de Montpellier ou Nîmes, qu’à 20 minutes environ de La Grande Motte.
Cette proximité relationnelle des grandes agglomérations et du littoral, le calme de ses rues et de ses grands espaces, fait de Saturargues, un lieu privilégié, recherché, apprécié.

## Politique et administration

### Administration municipale
La commune ayant moins de 1 500 habitants, lors des dernières élections municipales de 2014, le conseil municipal compte 15 membres, dont le maire.

### Liste des maires
| Période   | Période   | Identité                | Étiquette | Qualité |
| --------- | --------- | ----------------------- | --------- | ------- |
| 1947      | 1953      | Louis Blondin           |           |         |
| 1953      | 1959      | Louis Benoit            |           |         |
| 1959      | mars 1989 | Henri Vedel             | SE        |         |
| mars 1989 | mars 2008 | Janick Barbusse         | SE        |         |
| mars 2008 | mars 2014 | Lionel Omont            | SE        |         |
| mars 2014 | En cours  | Martine Dubayle Calbano | SE        | Cadre   |

### Rattachements administratifs et électoraux
Canton : Lunel ;
circonscription : Montpellier 3e.

## Population et société

### Démographie
L'évolution du nombre d'habitants est connue à travers les recensements de la population effectués dans la commune depuis 1793. Pour les communes de moins de 10 000 habitants, une enquête de recensement portant sur toute la population est réalisée tous les cinq ans, les populations de référence des années intermédiaires étant quant à elles estimées par interpolation ou extrapolation. Pour la commune, le premier recensement exhaustif entrant dans le cadre du nouveau dispositif a été réalisé en 2008.

En 2022, la commune comptait 1 021 habitants, en évolution de +7,14 % par rapport à 2016 (Hérault : +7,49 %, France hors Mayotte : +2,11 %).
| 1793 | 1800 | 1806 | 1821 | 1831 | 1836 | 1841 | 1846 | 1851 |
| ---- | ---- | ---- | ---- | ---- | ---- | ---- | ---- | ---- |
| 202  | 169  | 165  | 236  | 265  | 266  | 260  | 264  | 274  |

| 1856 | 1861 | 1866 | 1872 | 1876 | 1881 | 1886 | 1891 | 1896 |
| ---- | ---- | ---- | ---- | ---- | ---- | ---- | ---- | ---- |
| 269  | 285  | 282  | 241  | 238  | 192  | 176  | 197  | 200  |

| 1901 | 1906 | 1911 | 1921 | 1926 | 1931 | 1936 | 1946 | 1954 |
| ---- | ---- | ---- | ---- | ---- | ---- | ---- | ---- | ---- |
| 216  | 243  | 223  | 245  | 234  | 232  | 220  | 197  | 188  |

| 1962 | 1968 | 1975 | 1982 | 1990 | 1999 | 2006 | 2008 | 2013 |
| ---- | ---- | ---- | ---- | ---- | ---- | ---- | ---- | ---- |
| 234  | 253  | 275  | 291  | 461  | 596  | 803  | 867  | 914  |

| 2018 | 2022  | - | - | - | - | - | - | - |
| ---- | ----- | - | - | - | - | - | - | - |
| 989  | 1 021 | - | - | - | - | - | - | - |

### Enseignement
La commune dépend de l'académie de Montpellier. Elle dispose d'une école maternelle. Les élèves poursuivent leurs études dans les écoles primaires des communes voisines de Vérargues, Saint-Sériès, ou Villetelle. À partir du collège, ils se rendent au collège Ambrussum de Lunel.

## Économie

### Revenus
En 2018, la commune compte 394 ménages fiscaux, regroupant 1 024 personnes. La médiane du revenu disponible par unité de consommation est de 22 760 € (20 330 € dans le département).

### Emploi
|                | 2008   | 2013   | 2018  |
| -------------- | ------ | ------ | ----- |
| Commune        | 9 %    | 9,2 %  | 8,9 % |
| Département    | 10,1 % | 11,9 % | 12 %  |
| France entière | 8,3 %  | 10 %   | 10 %  |

En 2018, la population âgée de 15 à 64 ans s'élève à 684 personnes, parmi lesquelles on compte 76,3 % d'actifs (67,4 % ayant un emploi et 8,9 % de chômeurs) et 23,7 % d'inactifs,. En 2018, le taux de chômage communal (au sens du recensement) des 15-64 ans est inférieur à celui de la France et du département, alors qu'en 2008 il était supérieur à celui de la France.
La commune fait partie de la couronne de l'aire d'attraction de Montpellier, du fait qu'au moins 15 % des actifs travaillent dans le pôle,. Elle compte 89 emplois en 2018, contre 104 en 2013 et 107 en 2008. Le nombre d'actifs ayant un emploi résidant dans la commune est de 468, soit un indicateur de concentration d'emploi de 19 % et un taux d'activité parmi les 15 ans ou plus de 65,5 %.
Sur ces 468 actifs de 15 ans ou plus ayant un emploi, 52 travaillent dans la commune, soit 11 % des habitants. Pour se rendre au travail, 91,5 % des habitants utilisent un véhicule personnel ou de fonction à quatre roues, 2,4 % les transports en commun, 3 % s'y rendent en deux-roues, à vélo ou à pied et 3,2 % n'ont pas besoin de transport (travail au domicile).

### Activités hors agriculture

#### Secteurs d'activités
85 établissements sont implantés à Saturargues au 31 décembre 2019. Le tableau ci-dessous en détaille le nombre par secteur d'activité et compare les ratios avec ceux du département,.
| Secteur d'activité                                                                                        | Commune | Commune | Département |
| Secteur d'activité                                                                                        | Nombre  | %       | %           |
| --- | ------- | ------- | ----------- |
| Ensemble                                                                                                  | 85      |         |             |
| Industrie manufacturière, industries extractives et autres                                                | 3       | 3,5 %   | (6,7 %)     |
| Construction                                                                                              | 22      | 25,9 %  | (14,1 %)    |
| Commerce de gros et de détail, transports, hébergement et restauration                                    | 17      | 20 %    | (28 %)      |
| Information et communication                                                                              | 3       | 3,5 %   | (3,3 %)     |
| Activités immobilières                                                                                    | 3       | 3,5 %   | (5,3 %)     |
| Activités spécialisées, scientifiques et techniques et activités de services administratifs et de soutien | 17      | 20 %    | (17,1 %)    |
| Administration publique, enseignement, santé humaine et action sociale                                    | 12      | 14,1 %  | (14,2 %)    |
| Autres activités de services                                                                              | 8       | 9,4 %   | (8,1 %)     |

Le secteur de la construction est prépondérant sur la commune puisqu'il représente 25,9 % du nombre total d'établissements de la commune (22 sur les 85 entreprises implantées à Saturargues), contre 14,1 % au niveau départemental.

#### Entreprises et commerces
Les quatre entreprises ayant leur siège social sur le territoire communal qui génèrent le plus de chiffre d'affaires en 2020 sont :
- Comptoir Vert, autres commerces de détail spécialisés divers (854 k€) ;
- BTHR Maconnerie - Baissade THR, travaux de maçonnerie générale et gros œuvre de bâtiment (121 k€) ;
- Estibals Investissements, location de logements (26 k€) ;
- Audio Light, arts du spectacle vivant (13 k€).

L'activité du village était vouée à l'agriculture et plus particulièrement à la viticulture. Nous sommes, ici, en plein terroir du célèbre muscat de Lunel. Actuellement, il ne reste que cinq ou six familles d'exploitants agricoles et le village, qui est passé en une vingtaine d'années de 300 à près de 1 000 habitants, se compose d'artisans et d'employés ou cadres travaillant à l'extérieur. La présence sur la commune d'un échangeur de l'autoroute A9, facilite d'ailleurs ces déplacements vers Nîmes ou Montpellier situés à 25 km de part et d'autre de celui-ci.
L'agriculture et la viticulture ne concernent plus qu'une minorité de familles, encore que les superficies cultivées soient globalement constantes : les propriétés sont devenues plus grandes. De ce fait, les ressources issues du secteur primaire, même si elles demeurent non négligeables, ne sont plus essentielles. Une pépinière à destination des professionnels de l'agriculture, récemment installée, se rapproche plus par son modèle productif du secteur secondaire, lequel est bien présent, représenté par de nombreux artisans. Le secteur tertiaire est également présent, lié pour l'essentiel à l'accompagnement de la personne et au commerce de proximité. L'essentiel des ressources du village provient du travail effectué hors de celui-ci, les migrations pendulaires marquant son appartenance aux hinterlands des villes voisines : Montpellier, Nîmes, Lunel.
Le secteur du tourisme est quasiment absent, à deux exceptions près, en dépit d’un patrimoine naturel quasi intact, et non exploité, d’un patrimoine historique existant, et non exploité.

### Agriculture
|               | 1988 | 2000 | 2010 | 2020 |
| ------------- | ---- | ---- | ---- | ---- |
| Exploitations | 27   | 13   | 18   | 9    |
| SAU (ha)      | 223  | 149  | 139  | 81   |

La commune est dans le « Soubergues », une petite région agricole occupant le nord-est du département de l'Hérault. En 2020, l'orientation technico-économique de l'agriculture  sur la commune est la viticulture. Neuf exploitations agricoles ayant leur siège dans la commune sont dénombrées lors du recensement agricole de 2020 (27 en 1988). La superficie agricole utilisée est de 81 ha,,.

### Revenus de la population et fiscalité
Le niveau de vie médian est de 21 737 € en 2019.
En 2017, Saturargues comprenait 517 foyers fiscaux, dont 222 sont imposés.

## Culture locale et patrimoine

### Lieux et monuments
- Église de l'Assomption de Notre-Dame, romane, du XIIe siècle.

### Héraldique
Par son blason actuel, modifié à la fin du XIXe siècle, l’héraldique de la commune se réfère explicitement à son église : D’azur à une Notre Dame d’or.
Notons que le blason initial, référencé page 300 de l’Armorial général de France, diffère légèrement de la version actuelle : D’azur à une Notre Dame d’or, la senestre sur la poitrine.

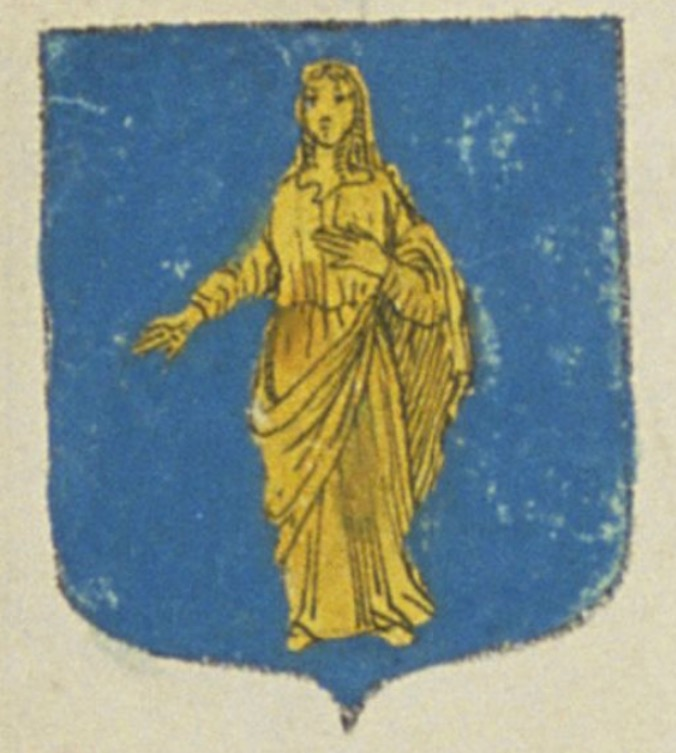
Blason ancien de Saturargues

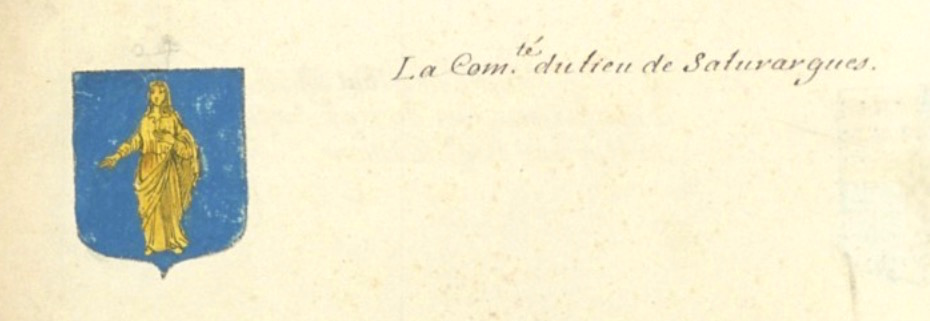
Blason ancien de Saturargues et sa mention dans l’Armorial général de France en 1696

Cette modification de la gestuelle a eu lieu à la fin du XIXe siècle, lorsque les mouvements de mission s’organisèrent et recueillirent des fonds autour de la représentation de Notre Dame d’Afrique, dont la gestuelle identique à celle de Notre Dame du Sourire (initiée par Jean-Baptiste Bouchardon au début du XVIIIe siècle)  est reprise scrupuleusement dans la version actuelle du blason de Saturargues. Un calvaire en ex-voto à l’entrée de la commune rappelle d’ailleurs la participation du village à ce mouvement missionnaire de la fin du XIXe siècle.
Si le statut officiel du blason demeure expressément à déterminer, il apparaît comme probable qu’il est lié à la mention de l’église, consacrée à l’Assomption de Notre Dame, donc à l’officialisation de sa reconnaissance par la Bulle papale.
Notons que la commune voisine de Galargues (à 13 km) possède tout à la fois une église dédiée à l’Assomption de Notre Dame et un blason quasi identique à l’ancien blason de Saturargues, D'azur à une Notre-Dame d'argent, la dextre sur la poitrine. Au pied de cette église, une croix de mission est complétée d’une Notre Dame du Sourire, double de Notre Dame d’Afrique, identique à celle présente sur l’actuel blason de Saturargues.
Outre celui-ci, une étude comparative serait à entreprendre à propos de blasons très proches par leur composition basée sur un thème religieux dans des villages voisins comme Campagne (D'azur à saint Martin à cheval donnant la moitié de son manteau à un pauvre, le tout d'argent), Saint Sériès (D'azur à Saint Sériès évêque, habillé pontificalement, la mitre en tête et la crosse en la main senestre, la main dextre levée donnant la bénédiction, le tout d'or), Saint Christol (De gueules à saint Christophe d'argent accompagné en chef de deux croisettes pattées d'or), Vérargues (D’azur à Saint-André brochant sur sa croix, le tout d’or).
| Blason de Saturargues | Blason  | D'azur à une Notre-Dame d'or.                    |
| Blason de Saturargues | Détails | Le statut officiel du blason reste à déterminer. |

### Fonds d'archives
- Fonds : Archives communales de Saturargues (1508-1965) [4,05 ml].  Cote : 294 EDT. Montpellier : Archives départementales de l'Hérault (présentation en ligne).